# Besnans
Besnans ist eine Gemeinde im französischen Département Haute-Saône in der Region Bourgogne-Franche-Comté.

## Geographie
Besnans liegt auf einer Höhe von 245 m über dem Meeresspiegel, zwei Kilometer südlich von Montbozon und etwa 20 Kilometer südsüdöstlich der Stadt Vesoul (Luftlinie). Das Dorf erstreckt sich in der Talebene des Ognon, am Nordwestrand des Hügellandes, das sich zwischen den Flusstälern von Ognon und Doubs ausdehnt.
Die Fläche des 2,94 km² großen Gemeindegebiets umfasst einen Abschnitt des mittleren Ognon-Tals. Die östliche Grenze verläuft entlang dem Ognon, der hier durch eine ungefähr ein Kilometer breite Niederung nach Süden fließt. Vom Flusslauf erstreckt sich das Gemeindeareal westwärts über die Alluvialebene, die durchschnittlich auf 240 m liegt, bis auf das angrenzende Plateau. Dieses besteht aus Kalkschichten der oberen Jurazeit, liegt auf rund 280 m und ist teils mit Acker- und Wiesland, teils mit Wald bedeckt. Im Westen reicht der Gemeindeboden in die Waldung des Bois Lajus, in dem mit 308 m die höchste Erhebung von Besnans erreicht wird.
Nachbargemeinden von Besnans sind Montbozon im Norden und Osten sowie Avilley und Maussans im Süden.

## Geschichte
Erstmals urkundlich erwähnt wird Besnans im Jahr 1140 als Kirchort, der dem Kloster Saint-Vincent in Besançon unterstellt war. Im Mittelalter gehörte Besnans zur Freigrafschaft Burgund und darin zum Gebiet des Bailliage d’Amont. Zusammen mit der Franche-Comté gelangte das Dorf mit dem Frieden von Nimwegen 1678 definitiv an Frankreich. Heute ist Besnans Mitglied des 21 Ortschaften umfassenden Gemeindeverbandes Pays de Montbozon et du Chanois.

## Sehenswürdigkeiten
Die ursprünglich romanische Kirche Mariä Geburt wurde im Lauf der Zeit mehrfach restauriert und umgestaltet, zuletzt im 18. Jahrhundert. Sie besitzt eine reiche Ausstattung.

## Bevölkerung
| Jahr                       | 1962 | 1968 | 1975 | 1982 | 1990 | 1999 | 2016 |
| Einwohner                  | 44   | 50   | 47   | 51   | 52   | 56   | 79   |
| Quellen: Cassini und INSEE |      |      |      |      |      |      |      |

Mit 75 Einwohnern (1. Januar 2022) gehört Besnans zu den kleinsten Gemeinden des Départements Haute-Saône. Nachdem die Einwohnerzahl in der ersten Hälfte des 20. Jahrhunderts deutlich abgenommen hatte (1901 wurden noch 113 Personen gezählt), wurden seit Beginn der 1990er Jahre wieder ein leichtes Bevölkerungswachstum verzeichnet.

## Wirtschaft und Infrastruktur
Besnans war bis weit ins 20. Jahrhundert hinein ein vorwiegend durch die Landwirtschaft (Ackerbau, Obstbau und Viehzucht) und die Forstwirtschaft geprägtes Dorf. Außerhalb des primären Sektors gibt es nur sehr wenige Arbeitsplätze im Dorf. Mittlerweile hat sich der Ort auch zu einer Wohngemeinde gewandelt. Viele Erwerbstätige sind deshalb Wegpendler, die in den größeren Ortschaften der Umgebung ihrer Arbeit nachgehen.
Der Ort liegt abseits der größeren Durchgangsachsen an einer Departementsstraße, die von Montbozon nach Maussans führt.